# رودولف ديركس
رودولف ديركس (بالإنجليزية: Rudolph Dirks؛ بالألمانية: Rudolph Dirks) هو فنان أمريكي وألماني، ولد في 26 فبراير 1877 في هايدة في ألمانيا، وتوفي في 20 أبريل 1968 في نيويورك في الولايات المتحدة.

## وصلات خارجية
- رودولف ديركس على موقع IMDb (الإنجليزية)
- رودولف ديركس على موقع الموسوعة البريطانية (الإنجليزية)
- رودولف ديركس على موقع قاعدة بيانات الفيلم (الإنجليزية)